# Inkt-receptieve coating
Inkt-receptieve coatings zijn coatings die vooraf op een substraat worden aangebracht middels flexotechniek of inktjettechniek om vervolgens het oppervlak van het desbetreffende substraat receptief te maken voor watergedragen inktjet-inkten. Dit betekent dat men elke ondergrond, waar de coating aan wil hechten, kan bedrukken door middel van digitale watergedragen inktjettechniek.